# 幻影丹尼
《幻影丹尼》（英語：Danny Phantom and the Real Ghostbreakers）是美國動畫動作冒險的電視節目，由尼克兒童頻道的布奇·哈特曼製作。 該系列影集講述了一個十幾歲的男孩，他在一次意外事故之後，在人類界與幽靈界之間建立了不可預測的門戶，成為了人與幽靈的混合體，並承擔著拯救他的城鎮的任務。 從後來使用不斷發展的各種超自然力量進行的幽靈攻擊。 他的兩個最好的朋友山姆和塔克幫助他完成了自己的追求，後來，他的姐姐賈絲在整個系列的大部分活動中都是唯一了解他雙重人生的人 。
在整個播映過程中，幻影丹尼獲得了五項安妮獎提名，並獲得了評論家和聽眾的普遍好評，其讚譽主要針對其合奏和受漫畫書影響的主題和故事情節。此外，幻影丹尼還開發了電玩遊戲，家庭媒體視訊發行，玩具和各種其他商品。

## 故事大綱
幻影丹尼以主角丹尼·芬頓（Danny Fenton）的生活和冒險做為中心點，范丹尼是一個十四歲的男孩，生活在名叫他的家鄉和平公園（Amity Park）。他與幽靈獵人父母傑克（Jack）和麥迪（Maddie）住在一起，以及他過度保護但又充滿愛心的16歲姐姐賈絲（Jazz）。 在兩個最好的朋友山姆·曼森（Sam Manson）和塔克·弗利（Tucker Foley）的壓力下，丹尼決定探索由他的父母創建的幽靈入口，以試圖彌合人類界（宇宙）和幽靈界（幽冥）。在沒有用作下進入幽靈入口後，他無意間按下了“開”的按鈕（他的父母天真的沒有打開），從而激活了入口，並向他的DNA注入了細胞質，將他變成了半人半神的幽靈。
丹尼在幽靈形態中稱自己為“幻影丹尼”，在第一次學會如何在幽靈和人類之間隨意交換身體後，學會了飛行、隱身、無形以及“遮蔽”（佔有和控制）人的能力。隨著時間的推移，他會發展出更强大的超能力，比如他的幽靈雷射（他從手上發射出一股集中的能量爆發）、他幽靈般的嚎叫（一種具有聲波能力的强烈的尖叫聲，可以擊退任何被困在其路徑上的東西），甚至還會冰能量。丹尼最初被他的新能力嚇壞了，幾乎無法控制它們，但他很快學會了使用它們來保護自己的城鎮免受惡鬼的侵襲。丹尼轉向了一個超級英雄的生活，用他的力量把他的家鄉從開始困擾它的各種幽靈中釋放出來，由於自家的幽靈入口偶爾被啟動，幾乎總是被帶到這個世界上。山姆、塔克和賈絲是丹尼作為幽靈戰鬥的主要盟友，並幫助他將半人半鬼的事保密。
丹尼的幽靈形態是他首次進入幽靈入口時看起來的兩極化。當他“變身”時，他的黑髮變成白色，他的藍眼睛變成綠色，並且在事故發生前他穿上的黑白裝甲的連身衣呈現負色，而原來的白色區域西裝顯示為黑色，反之亦然。在第二季的首播中，一個幽靈使山姆無意中希望她和丹尼從未相遇。結果，丹尼不僅失去了記憶，而且失去了他的幽靈超能力，因為山姆首先是說服丹尼首先對幽靈入口進行調查的人，這導致了事故。幸運的是，丹尼他父母的幽靈狩獵技術使山姆免受了希望，讓她說服現在已經完全人性化的丹尼通過重演事故來重新獲得超能力。這次，在丹尼進入幽靈入口之前，山姆替換了父親在連身衣上的臉的標誌，這是她第一次也撕掉了該連身衣的標誌（如果沒有的話，那將是丹尼的幽靈形式的一部分）。在胸前設計了“D”字母徽標，以便他從此以後變身幽靈時都可以看到。
丹尼面臨著多種威脅，包括復仇的幽靈獵人瓦萊麗·格雷（Valerie Gray），在短時間內成為他的摯愛， 而真正的敵人是半人半鬼弗拉德·馬斯特（Vlad Masters），他是父親的一個大學老朋友，被認為是丹尼真正的競爭對手，對社會沒有任何威脅。此外，丹尼試圖保護自己的秘密，使避免受同學，老師和家人的影響。在系列的整個過程中，丹尼逐漸意識到自己的潛力和目標，而兩個世界都開始逐漸接受他作為自己的防守者。

## 集數列表
| 季數 | 季數 | 集數 | 首播日期       | 首播日期       |
| 季數 | 季數 | 集數 | 首映           | 季終           |
| ---- | ---- | ---- | -------------- | -------------- |
|      | 1    | 20   | 2003年5月30日  | 2004年4月30日  |
|      | 2    | 20   | 2004年11月12日 | 2005年10月28日 |
|      | 3    | 13   | 2006年6月16日  | 2007年2月16日  |

## 角色
角色由史蒂芬·西佛和班·巴利斯特雷里（Ben Balistreri）設計。

### 主要角色
- 丹尼·CH·芬頓-南丁格爾/幻影丹尼（Daniel C.H. “Danny” Fenton-Nightingale / Danny the “Phanty” Phantom）

配音員：大衛・考夫曼（美國）；何志威（台灣）
丹尼是十四歲的男孩和幻影真正的幽靈破壞者（RGB）小隊的領導者，是該系列的主角。當他走進並啟動父母研發的芬頓梨子遙控器入口鏡子PSC式鬼怪個人超級電腦門禁設時，在一次秘密幽靈地下室實驗室事故中獲得了幽靈般的力量。如今，他已成為人與鬼的混合體，他選擇使用自己的力量來對抗惡毒的可怕元素檔案幽靈大師（GM）（火，水，土，氣，冰，電，沙，蒸，熔，泥，天，見，暗和暮）和使用芬頓拘熱水瓶1號式鬼捕捉器下載它們，這些幽靈已經開始定期逃離神秘的幽靈界並困擾著和平公園市，俄亥俄州和地球的其他地方。他和他的朋友們一樣在高中時並不受歡迎，也面臨著正常少年生活的典型艱辛，但是還面臨著保護地球免受頻繁的幽靈襲擊，學會控制他的幽靈能力從他的運暗影並保持秘密的額外挑戰，而他仍然保持著「幻影丹尼」的秘密身份。一個持續不斷的故事是，他努力利用自己的權力為他人謀取利益，而不是為了自己的需要而濫用權力，儘管他最終在朋友的幫助下做出了正確的决定。不論丹尼經常與自信鬥爭，但他還是看重自己的利他主義，並開始欣賞自己的自我價值。
- 山姆·曼森/幻影山姆/植物動物山姆（Samantha “Sam” Manson / Sam the “Phanty” Phantom / Sam the Plant "Planty" Creature）

配音員：格蕾·德萊勒（美國）；楊凱凱（台灣）
山姆是丹尼最要好的朋友，在該系列季終時成為丹尼的女朋友；她也要為丹尼獲得能力的意外事件負責。她是歌德風的女孩也是素食主義者，被自稱為“極端環保素食主義者”（通常被概括為“不吃任何有臉的東西”為由），並且是業餘活動家，經常抗議環境問題和動物權利。起初，她是丹尼的最親密的朋友；但是，她對丹尼的感情隨著時間的流逝而增強。她最終愛上了他，但由於害怕破壞他們的友誼而無法讓自己告訴他。她的耐心得到回報，丹尼也暗中愛上了她。
- 塔克·弗利/幻影塔克，本名塔克·弗利（Tucker “Tuck” Foley / Tucker the “Phanty” Phantom）

配音員：瑞奇·德尚恩·柯林斯（美國）；于正昇（台灣）
塔克是丹尼其中一個好朋友。他是一個技術怪胎，他對科技非常的了解，而他隨身攜帶的一芬頓智慧科技PDA式幽靈大全個人數位助理心靈能量計和一芬頓午餐套餐式轟擊光束質子背包，經常在丹尼作戰時給予他很大的幫助。當他不癡迷於小玩意兒時，他還會迷戀於女生。 作為肉食主義者的他，一生只吃過一次蔬菜（還是為了救朋友）而且還會說世界語。像山姆一樣，他也分享丹尼的秘密，並經常幫助幽靈戰鬥並將其送回幽靈界或將它們發送到幽靈戰籠設備來自幽靈界武器庫展覽間，如果需要的話。塔克的小工具有時是多餘的，但在幽靈界或對付幽靈時效果很好。塔克和山姆經常處理幫助丹尼的辛勞和勝利，尤其是當他“變身”時。
- 賈絲·芬頓-南丁格爾2.0版/幻影賈絲（Jasmine “Jazz” Fenton-Nightingale Ver. 2.0 / Jazz the “Phanty” Phantom）

配音員：柯琳・維拉德（美國）；傅其慧（台灣）
賈絲是丹尼過度保護但又充滿愛心的16歲芬頓半機器人姊姊誰是幻影小隊的技術好徒，是一個聰明又善於交際的超凡成就者，她認為自己是成年人。賈絲認為她父母對於幽靈的癡迷是需要心理幫助的對象。 盡管是這樣，她對弟弟丹尼的呵護和關心還是200%。這讓丹尼本人都有些受不了。不過隨著劇情的變化和發展，她的性格開始逐漸改變，自從知道弟弟的祕密後， 她始終替他保密，甚至不曾告訴過他本人。
- 瓦萊麗·格雷2.0版（Valerie “Val” Gray Ver. 2.0）

配音員：格蕾·德萊勒（初期），克莉·桑默（後期，美國）；詹雅菁（台灣）
瓦萊麗是前弗拉德軸子半機器人女孩誰是麥迪遜幽靈破壞者（GB）小隊的技術好徒。曾經是一個受歡迎的淺薄青少年，瓦萊麗的生活變得更糟，因為瘋鬼狗造成的事故讓她父親失去了工作。她的母親從未被人看到或提及，可能是因為她和瓦萊麗的父親離婚了，或者她去世了。瓦萊麗不再過著普通人的生活，她發誓要報復所有毀了她生活的幽靈，因為她從弗拉德那裡得到了一套幽靈狩獵服和裝備（當時她不知道）弗拉德僱傭她來做他的手下，直到她發現弗拉德是一個半人半鬼，他在操縱她。她脾氣暴躁，這常常影響她的判斷力，但慢慢開始意識到一個超越膚淺的世界。她短暫地與范丹尼談過戀愛，但經常與他的另一個自我發生衝突。
- F·傑克·芬頓-南丁格爾教授/血靈傑克伯爵（Prof. F. Jackson “Jack” Fenton-Nightingale / Count Jack the “Plasmius” Plasmonius）

配音員：羅伯·保羅森（美國）；梁興昌（台灣）
傑克是丹尼和賈絲的父親，也是麥迪的丈夫和芬頓-南丁格爾工作室的政區首長和教導員。傑克表達了對消滅幽靈的痴迷，盲目地相信所有幽靈都是邪惡的，必須消滅，包括幻影丹尼。 他雖然天性無能，但當受到挑釁時可以成為一名不錯的戰士。 傑克很關心他的家人，卻不知道自己兒子丹尼的幽靈能力， 幾乎所有人沒見過他不穿橙色裝甲的連身衣。
- 麥迪·芬頓-南丁格爾教授（Prof. Madeleine “Maddie” Fenton-Nightingale）

配音員：凱絲・蘇西（美國）；詹雅菁（台灣）
麥迪是丹尼和賈絲的母親，也是傑克的妻子和芬頓工作室的副政區首長和副教導員。她是一個有天賦的天才，是幽靈的專門狩獵者，儘管她通常旨在剖析和研究它們而不是消滅它們。 作為一個跆拳道九級黑帶的她，是一個優秀的，有能力的戰士，丹尼可能是從她那裡繼承了自己的戰鬥天賦。 像她的丈夫一樣，她對丹尼的力量一無所知，幾乎所有人沒見過她不穿藍色裝甲的連身衣。她還戴了一個連身帽，讓她看起來有點像DC漫畫裡的貓女。
- 弗拉德·馬斯特教授/血靈弗拉德伯爵（Prof. Vladius “Vlad Masters” McMasters / Count Vlad the “Plasmius” Plasmonius）

配音員：馬丁·馬爾（美國）；魏伯勤（台灣）
弗拉德是丹尼和賈絲的蛛網膜叔叔誰是在整個系列，弗拉德公司的政區首長和教導員和血靈幽靈大師小隊的幽靈之指揮官中都他們的死對頭。名字取自於吸血鬼。曾跟傑克與麥迪一起參加威斯康辛大學麥迪遜分校，直到傑克發明的芬頓梨子原型機遙控器入口鏡子PSC式鬼怪試驗性個人超級電腦門禁設向弗拉德的臉上噴出幽靈爛瘡，賦予弗拉德幽靈能力，包括熔能量，並破壞了他的社交生活。做為長達二十年半人半魔鬼的吸血鬼的他，比丹尼具有更多的幽靈經驗。弗拉德一直是整個系列中的主要對手，因為他總是試圖從傑克手中搶走麥迪，並說服丹尼和賈絲加入他的陣營並統治人類界和幽靈界。

### 次要角色
- L·蘭瑟老師（L. Thunde Lancer）

配音員：朗·帕爾曼（美國）；于正昇（台灣）
蘭瑟老師是丹尼就讀的卡斯高中的副校長 兼英語、數學、科學和歷史老師。他是一個非常嚴格和嚴厲的老師，經常偏愛受歡迎的孩子。 儘管由於丹尼的平均成績和他對工作缺乏興趣，他傾向於叫喚丹尼，蘭瑟老師是一個善意的人，他試圖確保他的所有學生都做到最好。他有一個幽默的習慣，當他感到震驚或驚訝時，他會大聲喊出書名來代替髒話。他還經常通過說一些相當累的“時髦用語”來嘗試“酷”。前兩季他表現得非常敵對，但在第三季他表現得非常認真和關懷。當他參加卡斯高中時，他也曾經是一名男性啦啦隊長。
- 杜什·巴克斯特/幻影杜什（Dashiel “Dash” Baxter / Dash the “Phanty” Phantom）

配音員：S·史考特·布拉克（美國）；梁興昌（台灣）
杜什是卡斯高中最受歡迎的男孩。作為一名橄欖球和籃球明星，由於他的連勝，他經常在學校當局獲得保送資格。然而，杜什是個惡霸，他經常欺負丹尼和任何比他更小、更不受歡迎的人。具有諷刺意味的是，他作為幻影丹尼的好榜樣。 他在系列中的角色類似於蜘蛛人角色閃電·湯普森的角色，他的性格與搗蛋三傻裡的艾迪他哥哥凱文非常相似。
- 寶琳娜·桑切斯/幻影寶琳娜（Paulina Sanchez / Paulina the “Phanty” Phantom）

配音員：瑪莉亞·坎諾·芭瑞拉（美國）；龍顯蕙（台灣）
寶琳娜是一名15歲的拉拉隊隊長，拉丁裔美國人，也是卡斯高中最受歡迎的女孩，也是丹尼在劇集中的大部分時間的暗戀對象。她很漂亮，但以自我為中心，狡猾，正如山姆所說，“一毛錢一打”。在幻影丹尼救了她之後，寶琳娜迷上了她（經常稱他為“隱形比爾”），但對他的另一個自我毫不在意，他在系列的前半部分迷戀了她。
- 幻影阿寬（Kwan the “Phanty” Phantom）

配音員：達特·潘（初期），詹姆士·謝（後期，美國）；何志威（台灣）
阿寬是橄欖球運動員，華裔美國人，也是杜什最好的朋友。儘管他很受歡迎，並且像杜什一樣欺負鮮為人知的學生，但阿寬有點不情願。他可能只是想要人氣，讓自己有歸屬感。
- 小星星（The Little Star）

配音員：格蕾·德萊勒（初期），塔拉·史壯（後期，美國）
星星是卡斯高中另一比特受歡迎的女孩和啦啦隊隊長，她是阿寬的女朋友和寶琳娜最好的朋友，她的行為如同“衛星”般的，一直圍繞著她旋轉。她惡意地直言不諱。她和瓦萊麗是好朋友。
- 幻影麥奇（Michael “Mikey Phanty” the Phantom）

配音員：迪·布拉雷·貝克爾（美國）
麥奇是卡斯高中的小書呆子，常被主流派男生拿來撒氣。
- I·石山校長（Principal I. Ishiyama）

配音員：瓊恩·安潔拉（美國）
石山校長是卡斯高中的校長，日裔美國人，就像一般校長一樣，她只負責管理學校秩序，不過她講過一次笑話。

### 幽靈角色
- 午餐夫人鬼午餐美人兒（L. "Lunch-a-Belle" the Lunch Lady Ghost）

配音員：帕特里夏·希頓（第一集），凱絲・蘇西（第二集以後，美國）；龍顯蕙（台灣）
午餐夫人鬼是丹尼遇到的一老大幽靈肉食怪物，幽靈大師土豆食怪物樹叢拜恩的姊姊和第一個主要敵人。她非常笨重，似乎發誓要報復小珊將她的學校菜單從全肉食菜單改為全素食菜單。她患有無法控制的情緒波動，突然從甜蜜和善良固化為暴力和致命。  她一貫使用食物（尤其是肉類）作為她的主要武器。在“最大的敵人”中，她嫁給了紙箱鬼，並和他生了一個女兒（便當鬼）。
- 紙箱男性幽靈治安官木箱怪胎（Box Man Ghost Sheriff C. "the Crate Creep" C.）

配音員：羅伯・保森（美國）；何志威（台灣）
紙箱男性幽靈治安官是一個帶有加拿大口音的重複性笑料老大幽靈誰是信男性鬼派洛特的後兄弟而且還經常拿任何材料和任何形狀的箱子打架（偶爾還會用泡泡紙）。  他嚇唬人的企圖是無能的，幾乎沒有被英雄或其他幽靈所重視。 儘管如此，紙箱鬼仍然下定决心，當接近敵人時，喊出諸如“小心，我是紙箱鬼！”之類的名言。在“最大的敵人”中，他娶了午餐夫人，並和她生了一個女兒（便當鬼）。
- 潛伏者N首席，幽靈大師四（Chief N. “the Skulker” Baxter-S., Ghostmeister 4）

配音員：馬修·派屈克（第一集），凱文·麥可·理查森（第二集以後，美國）；于正昇（台灣）
潛伏者首席是一04號個老大基質邪靈半機器人轉世為一前芬頓機器人破壞者（RB）幽靈X汽車人誰是丹尼的主要敵人和杜什和躲藏者凱蒂的弟弟而且還向他介紹自己是“幽靈界最偉大的幽靈獵人”。潛伏者獵殺稀有和不尋常的幽靈，並發誓要獵殺丹尼，因為他擁有罕見的半人半鬼身份。他使用原始的基於機油的超能力以及控制和融合所有模擬機械技術，包括他自己的幽靈狩獵武器配件，例如一前芬頓拘熱水瓶，一前芬頓午餐套餐和一前芬頓PDA，跟一種被稱為科技療法的超自然力量一起，但瞭解獵殺的管道，囙此他能够，利用自己作為捕食者的優勢來捕捉獵物。 有一種忠誠感，他經常為弗拉德工作 ，偶爾擔任幽靈大師的代言人。
- 科技尼科萊部長，幽靈大師五（Minister Nicolai “the Technus” T., Ghostmeister 5）

配音員：羅伯・保森（美國）；于正昇（台灣）
科技部長是一05號個飛行的綠色老大幽靈半機器人轉世為一前弗拉德公司機器人破壞者1號電腦人誰是杜什和潛伏者和凱蒂的叔祖父。他自稱是“幽靈界最偉大的技術惡鬼”。他有能力用去使用摩登的基於電力的超能力以及控制和融合所有數碼電子技術跟科技療法一起。科技是一個喧鬧的天才瘋狂科學巫師幽靈，他經常大聲喊自己的名字和目標以及還經常大聲喋喋不休地長篇大論（丹尼利用了這一常見缺陷）。科技還因使用過時的俚語而聞名，如“hip”和“far out”。當提到自己時，他偶爾用第三人稱說話。
- 慾望教授，幽靈大師十二（Prof. "the Desiree" D., Ghostmeister 12）

配音員：佩里吉爾賓（美國）；詹雅菁（台灣）
慾望教授是一12號個精阿拉人老大幽靈誰是巴巴茲塔夫人的瓶子裡的精靈，光譜佩內洛普博士，幽靈十大師一的孿生姐妹，濺污伯特蘭，幽靈大師十和科技的嫂子，杜什和潛伏者和凱蒂的曾姨媽，她環遊世界，滿足任何人最深切的願望。不幸的是，雖然她不得不滿足她聽到的任何願望，但她可以自由地以任何她認為合適的方式解釋和扭曲它。“原來你是這麼希望的，就這樣吧！” 是她對一個偶然願望的狡猾反應，往往會帶來災難性的後果，而這些後果往往有助於增強她的力量。
- 幽行者元帥（Marshall N. "the Nether Walker" W.）

配音員：James Arnold Taylor（美國）；于正昇（台灣）
幽行者元帥是老大惡魔幽靈誰是幽靈界市警察局（GZPD）的長官。他嚴格遵守每一條法律規定以及幾乎從不破例。丹尼是他死對頭。
經典語錄：那將違反法律規定。

## 外部連結
- 互联网电影数据库（IMDb）上《幻影丹尼》的资料（英文）
- 幻影丹尼的X（前Twitter）